# 四齿吸盘鳚
四齒唇盤䲁，又稱四齿吸盘鳚（学名：Andamia tetradactylus）为輻鰭魚綱䲁形目鳚科唇盤䲁屬的鱼类。该物种主要分布于西太平洋、台湾岛、琉球群岛、印度尼西亚等，本魚體長橢圓形，稍側扁，頭鈍短，上下唇具鋸齒緣，下唇後方具有杯狀的肉質盤，上頜齒可自由活動，具鼻鬚及眶上鬚，背鰭與尾柄以鰭膜相連，臀鰭不與尾柄，體長可達10.5公分，棲息在淺水區和沿海水域，可離開水面在陸地上活動，可直接在空氣中呼吸，通常躲在洞穴，以藻類為食，雌魚產附著性卵，雄魚有護卵行為。。该物种的模式产地在印度尼西亚。